# Jozef Fridrichovský
Jozef Fridrichovský, Fridrichovszky József, Zidrichovszky (Nagybiccse?, 1760. március 17. – ?, 19. század) katolikus pap, költő.

## Élete
Vácon és Pesten végezte tanulmányait. 1792. március 3-án szentelték pappá. Káplán volt Szepsiben, az egri egyházmegyében működött mint katolikus lelkész. 1799-ben a Kassán lett a gyülekezet prefektusa. A „Slovenské učené tovarišstvo“ szervezetének is tagja volt. Halálának helye és időpontja ismeretlen.

## Munkái
- Honori rev. dni Michaelis Bodenlosz, abbatis de Casár, dum in regio distr. Cassov. nobilium convictu regens die 15. Octobris installaretur, Cassoviae, 1802. (Költemény).
- Ode rev. dno Michaeli Bodenlosz abbati de Casár, dum memoriam sui nominis die adparitionis Sancti Michaelis celebraret, oblata. Cassoviae, 1803.
- Narratio calamitatum, quas Galliae presbyteri passi sunt in vado insulae aquarum in oris maritimis Santonum ad Guyanam damnati. A J. F. hexametris deducta. Cassoviae, 1804. (Költemény).
- Ode rev. dno Michaeli Bodenlosz abbati de Casár, dum memoriam sui nominis die adparitionis Sancti Michaelis celebraret, oblata. Cassoviae, 1804.
- Illustr. ac rev. dno Andreae Szabó, dum episcopatum Cassoviensem primum capesseret. Cassoviae, (1804. Költemény).
- Fő tiszt. Bodenlósz Mihály úrnak, Kaszári apát úrnak… pünköst havának nyolczadik napjára szenteltetett, és Raisz Ágostontól ének nótára alkalmaztatott. Cassoviae, 1805. (Költemény).
- Honoribus Francisci Secundi electi romanorum imperatoris, Hungariae regis apost., quum primus haereditarii Austriae caesaris solium capesseret, moecenate generoso dno Josepho Bellagh… Cassoviae (1805. Költemény).
- Ill ac rev. dno Andreae Szabó, almae dioecesis Cassoviensis antistiti, cum petroni sui diem sacrum recoleret, nobilis juventus regii convictus Cassoviensis obtulit. Cassoviae. 1805. (Költemény.)